# 湯尼·庫貝克
安東尼·克里斯多福·庫貝克（英語：Anthony Christopher Kubek，1935年10月12日—），為美國職棒大聯盟的游擊手。大聯盟生涯9年皆效力於紐約洋基，他在這9年打過7次世界大賽，並拿下3次世界大賽冠軍。1968年至1982年，他又播報了其中12年的世界大賽。

## 職業生涯
庫貝克在一開始先是被洋基球探Lou Maguolo簽下，並在1957年進入大聯盟。除了1962年因為當兵幾乎缺席整個賽季外，他從1957年至1965年間都是洋基的固定游擊手。他也與二壘手鮑比·理查森和三壘手Clete Boyer組成洋基隊1950-60年代的內野組合。
1961年，庫貝克單季敲出38支二壘安打，成為了洋基游擊手的單季二壘安打紀錄，這項紀錄直到2004年才被打破。1982年，庫貝克入選波蘭裔美國人運動名人堂。1986年，他參加了洋基隊舉辦的Old-Timers' Day。這年洋基邀請了許多1961年洋基隊的成員回歸，為了紀念當時剛去世不久的羅傑·馬里斯。

### 新人王
1957年，庫貝克拿下美聯新人王。該年的世界大賽第3場，庫貝克單場敲出3支安打，其中2支是全壘打，並帶有4分打點。他也成為洋基隊繼1939年的查理·凱勒後，第一位在世界大賽達成雙響砲的球員。

### 1960年世界大賽
該年世界大賽第7場，庫貝克在比賽中被海盜隊打者Bill Virdon的滾地球打中喉嚨。最後這場比賽海盜靠著比爾·馬澤羅斯基的再見全壘打拿下勝利。而庫貝克在那場比賽之後便對於這件事情很敏感，就算之後他以播報員身分繼續在棒球界發光發熱，只要播報到有關Bill Virdon的事情他就避而不談。

### 生涯打擊數據
| 出賽場次 | 打席 | 打數 | 得分 | 安打 | 二安 | 三安 | 全壘打 | 打點 | 盜壘 | 保送 | 三振 | 打擊率 | 上壘率 | 長打率 | 觸身球 | 守備率 |
| -------- | ---- | ---- | ---- | ---- | ---- | ---- | ------ | ---- | ---- | ---- | ---- | ------ | ------ | ------ | ------ | ------ |
| 1092     | 4494 | 4167 | 522  | 1109 | 178  | 30   | 57     | 373  | 29   | 217  | 441  | .266   | .303   | .364   | 13     | .966   |

## 個人生活
庫貝克是民主黨的支持者。1976年，他的前隊友鮑比·理查森當時加入了共和黨，並參選眾議院代表。而庫貝克也拒絕替他站台，最後理查森以3%的差距些微輸給了他的對手Kenneth Holland。

## 外部連結
- 球員資訊和成績在MLB，ESPN，Baseball-Reference，Fangraphs（英文）